# Лі Чун Хьок (актор, народжений у 1984)
Щодо інших людей з таким самим іменем та прізвищем див. Лі Чун Хьок (актор, народжений у 1972).
Лі Чун Хьок (кор. 이준혁) — південнокорейський актор.

## Біографія
Лі Чун Хьок народився 13 березня 1984 року. Свою акторську кар'єру він розпочав у 2006 році зі зйомок в кліпі одного з музичних гуртів, у наступному році Чун Хьок дебютував на телебаченні зігравши невелику роль в телесеріалі. У наступні кілька років він здебільшого виконував другорядні ролі в фільмах та серіалах. Підвищенню популярності актора сприяла роль в популярному серіалі вихідного дня «Троє братів» 2009 року, в тому ж році він зіграв свою першу роль в кіно.
На початку літа 2012 року Чун Хьок розпочав проходження обов'язкової для корейських чоловіків служби в армії, демобілізувався актор 18 березня 2014 року. Першою після проходження військової служби для Чун Хьока стала одна з головних ролей в романтичному серіалі «Мої весняні дні». У 2015 році він зіграв головну роль в серіалі вихідного дня «Будинок синьої пташки». У 2017 році Чун Хьок зіграв одну з головних ролей в трилері «Чужинець» який став одним з найпопулярніших серіалів кабельного телебачення Кореї. У 2018 році він зіграв головну роль в медичній драмі «Поема на день». Навесні 2020 року відбулася прем'єра фентезійного серіалу «365: Повторити рік» головну роль в якому зіграв Чун Хьок.

## Фільмографія

### Телевізійні серіали
| Рік       | Назва                                      | Роль                          | Мережа   |
| --------- | ------------------------------------------ | ----------------------------- | -------- |
| 2007      | «Те, як нами рухає кохання» (міська драма) | Со Чон У                      | KBS2     |
| 2007      | «Клуб перших дружин»                       | Хан Сон Су                    | SBS      |
| 2008      | «Внитрішні світи»                          | Лі Чун Кі                     | KBS2     |
| 2008-2009 | «Зірковий коханець»                        | Мін Чан Су                    | SBS      |
| 2009      | «Мерія»                                    | Ха Су Ін                      | SBS      |
| 2009      | «Троє братів»                              | Кім І Сан                     | KBS2     |
| 2010      | «Я легенда»                                | Чан Те Хьон                   | SBS      |
| 2010      | «Таємний сад»                              | Чун Хьок (камео, 8 серія)     | SBS      |
| 2011      | «Міський мисливець»                        | Кім Йон Чжу                   | SBS      |
| 2012      | «Чоловік з екватора»                       | Лі Чан Іль                    | KBS2     |
| 2012      | «Половина казки» (китайський серіал)       | Ду Ю Фен                      | HBS      |
| 2014      | «Мої весняні дні»                          | Кан Дон Ук                    | MBC      |
| 2015      | «Будинок синьої пташки»                    | Кім Чі Ван                    | KBS2     |
| 2016      | «Народження одруженої жінки»               | Кім Чхоль Су                  | SBS Plus |
| 2017      | «Голий пожежний»                           | Кан Чхоль Су                  | KBS2     |
| 2017      | «Чужинець»                                 | Со Дон Чже                    | tvN      |
| 2017      | «Спогади Хан Йо Рима»                      | Пак Хє Чжун                   | JTBC     |
| 2017      | «Шеф Б та любовний лист» (одноактна драма) | камео                         | tvN      |
| 2018      | «Поема на день»                            | Йе Че Ук                      | tvN      |
| 2018      | «Ти людина?»                               | Чі Йон Хун                    | KBS2     |
| 2018      | «Життя»                                    | Пак Чін Йон (камео, 16 серія) | JTBC     |
| 2019      | «Призначений вижити: 60 днів»              | О Йон Сок                     | tvN      |
| 2019      | «Внутрішня брехня»                         | Чон Сан Хун (камео)           | OCN      |
| 2020      | «365: Повторити рік»                       | Чі Хьон Чжу                   | MBC      |
| 2020      | «Чужинець 2»                               | Со Дон Чже                    | tvN      |
| 2021      | «Темна діра»                               | Ю Те Хан                      | OCN      |
| 2021      | «Таємний королівський інспектор і радість» | кронпринц Сохьон              | tvN      |
| 2021      | «Наше улюблене літо»                       | Чан То Юль                    | SBS      |

### Фільми
| Рік  | Назва                             | Роль                     |
| ---- | --------------------------------- | ------------------------ |
| 2009 | «Салон ворожки»                   | Хо Чжун                  |
| 2010 | «Я бачив Диявола»                 | агент NIS (камео)        |
| 2012 | «Персикове дерево»                | Чхуль Мін (камео)        |
| 2016 | «Дві кімнати, дві ночі»           | власник кав'ярні (камео) |
| 2017 | «З Богами: Два світи»             | перший лейтенант Пак     |
| 2018 | «Разом з богами: Останні 49 днів» | перший лейтенант Пак     |
| 2019 | «Без пощади»                      | Хан Чон У                |
| 2019 | «Бейсболістка»                    | Чхве Чін Те              |

## Нагороди
| Рік  | Нагорода                      | Категорія                                                    | Робота                        | Результат | Прим.  |
| ---- | ----------------------------- | ------------------------------------------------------------ | ----------------------------- | --------- | ------ |
| 2008 | 16-та Премія SBS драма        | Нова зірка                                                   | «Клуб перших дружин»          | Перемога  | [ 11 ] |
| 2009 | 23-тя Премія KBS драма        | Нагорода за майстерність (актор серіалу)                     | «Троє братів»                 | Номінація |        |
| 2009 | 23-тя Премія KBS драма        | Краща пара (разом з О Чі Ин)                                 | «Троє братів»                 | Номінація |        |
| 2011 | 19-та Премія SBS драма        | Нагорода за майстерність (актор спеціальної драми)           | «Міський мисливець»           | Номінація |        |
| 2012 | 26-та Премія KBS драма        | Нагорода за майстерність (актор середньотривалої драми)      | «Чоловік з екватора»          | Номінація |        |
| 2015 | 29-та Премія KBS драма        | Нагорода за майстерність (актор серіалу)                     | «Будинок синьої пташки»       | Номінація |        |
| 2018 | 32-га Премія KBS драма        | Нагорода за майстерність (актор середньотривалої драми)      | «Ти людина?»                  | Номінація |        |
| 2019 | 12-та Премія корейської драми | Нагорода за майстерність (актор)                             | «Призначений вижити: 60 днів» | Номінація | [ 12 ] |
| 2020 | 5-та Премія азійський артист  | Нагорода за кращу акторську гру                              | «365: Повторити рік»          | Перемога  |        |
| 2020 | Премія MBC драма              | Нагорода за майстерність (актор понеділко-вівторкової драми) | «365: Повторити рік»          | Перемога  | [ 13 ] |